# Fellabær
Fellabær je vesnice na severovýchodě Islandu v obci Fljótsdalshérað a regionu Austurland vzdálená 3 km od města Egilsstaðir. Prochází jí hlavní islandská silnice Hringvegur. Vesnice leží při západním břehu jezera Lagarfljot. Východně od ní se nachází letiště Egilsstaðir. K 1. lednu 2014 zde žilo 409 obyvatel.